# CKAN
Comprehensive Knowledge Archive Network (CKAN) es una aplicación web de código abierto para el almacenamiento y la distribución de los datos, tales como hojas de cálculo y los contenidos de las bases de datos. Está inspirado en las capacidades de gestión de paquetes comunes para sistemas operativos abiertos, como Linux, y está destinado a ser el "apt-get de Debian para los datos".
El código base, esta mantenido por la Open Knowledge Foundation. Actualmente hay una gran variedad de portales basados en CKAN y gobiernos que lo usan para montar sus catálogos de datos abiertos, como el gobierno del Reino Unido data.gov.uk, el gobierno de Australia "Gov 2.0", el gobierno de Argentina (a través del portal distribuible Andino), el gobierno de España y el gobierno del Ecuador